# Hanna Mehr
Hanna Mehr, Taufname Johanna Strittmatter (* 14. Januar 1927 in Freiburg im Breisgau; † 24. November 2018 in Speicher), war eine Schweizer Innenarchitektin, Kunstlehrerin, Malerin und Lyrikerin.

## Leben und Werk
Hanna Mehr war eine Tochter des Kaufmanns Josef Strittmatter und der Maria Luise, geborene Kaufmann. Sie wuchs an der Schillerstrasse 16 in Freiburg im Breisgau auf und besuchte die Turnsee-Schule. Ihr Lehrer Gottlieb Kammerer förderte ihr kreatives Talent. Nach der obligatorischen Schulzeit wurde sie vom Schulrektor als Kandidatin für die Lehrerinnen-Bildungsanstalt in Heidelberg vorgeschlagen. Infolge des nationalsozialistischen Regimedrucks an der Bildungsanstalt erkrankte sie und wurde im Frühling dort entlassen. Da die Freiburger Gymnasien über ihre «politische Unzuverlässigkeit» orientiert wurden, wechselte sie zur Wirtschafts-Oberschule, die darüber nicht informiert war. Nachdem Freiburg im Breisgau am Abend des 27. November 1944 unter dem Decknamen Operation Tigerfish von den der britischen Royal Air Force bombardiert worden war, teilte man Hanna Mehr zu Hilfseinsätzen ein.
Im Frühling 1946 erhielt sie von den Besatzungsmächten die Erlaubnis, aus Deutschland auszureisen, um an der Kunstgewerbeschule Zürich die Aufnahmeprüfung für den Vorkurs zu absolvieren. Nach deren Bestehen ermöglichte es ihr Johannes Itten, anfänglich zwei Tage in der Woche die Fachklasse für Angewandte Malerei zu besuchen. Nach einem halben Jahr besuchte sie zusätzliche Abendkurse in figürlichem Zeichnen und Farbenlehre bei Emil Mehr. Diesen heiratete sie 1951. Zudem besuchte sie einen Tag in der Woche die Textilfachklasse von Elsi Giauque. 1949 arbeitete Hanna Mehr für ein Jahr in einem Interieurgeschäft in Biel und schloss 1950 mit Diplom ihre Ausbildung als Innenarchitektin ab.
Als Mutter von drei Kindern arbeitete sie für die Firma «Schweizer Textile Kunst Carl Eschke AG». Daneben entstanden erste Malereien in Ölpastellkreide. Ab 1959 unterrichtete sie in grösseren Zeitabständen aushilfsweise das Fach Farbenlehre nach Johannes Itten an der Kunstgewerbeschule Zürich. Anfang der 1960er-Jahre begann sie, ihre Werke mit Erfolg auszustellen. Bereits an ihrer ersten Ausstellung 1960 im Zürcher Helmhaus erwarb der Kanton Zürich verschiedene ihrer Bilder. Auch zeigte sie ihre Werke in Einzelausstellungen in Galerien.
1969 erwarb das Künstlerehepaar ein altes Stickerhaus im Toggenburg. Während Emil Mehr unterrichtete, widmete sie sich neben der Kinderbetreuung der textilen Handapplikation. In der Folge entstanden klein- und grossformatige Bildteppiche sowie kleine Textilgebilde. Zudem hatte Hanna Mehr von 1965 bis 1968 an der Klubschule Migros in Zürich einen Lehrauftrag für applizierte Bildteppiche. Ab 1969 unterrichtete sie Farbenlehre an der Baugewerblichen Abteilung der Gewerbeschule Zürich. 1972 unterrichtete sie Farbenlehre in einem Meisterkurs für Floristen und leitete einen Bildteppichkurs für Handarbeitslehrerinnen. Nach einer Krebserkrankung wurde sie 1973 als hauptamtliche Lehrerin für gestalterisch-künstlerischen Unterricht an die Kunstgewerbeschule Zürich gewählt.
Ab 1979 lebte das Ehepaar in Mogelsberg und stellte seine Werke regelmässig aus, so 1979 in der Ausstellung «Farbenlehre – Arbeiten aus dem Unterricht von Hanny und Emil Mehr» im Kunstgewerbemuseum der Stadt Zürich. Ab 1985 wandte sich Hanna Mehr dem Schreiben zu. Sie gehörte der Schreibgruppe «Ohrenhöhe» von Aglaja Veteranyi an. Es folgten Lesungen an Literaturveranstaltungen. Veröffentlichungen in Zeitungen und Zeitschriften sowie Anthologien. Nach dem Tod ihres Mannes lebte Hanna Mehr in Degersheim und schuf u. a. die sogenannten «Westwärts-Aquarelle». Auch unternahm sie zahlreiche Auslandreisen und beschäftigte sich nach einer Reise in den Fernen Osten mit Haiku.
Mehr zog 1996 nach Flawil. Anlässlich ihres 70. Geburtstags wurden 1997 ihre Werke in einer Retrospektive im grossen Ausstellungsraum des St. Galler Regierungsgebäudes gezeigt. Sie erhielt 2000 den Anerkennungspreis für die Region Fürstenland von der Kulturstiftung St. Gallen. 2003 kam ihr Buch Anschauen was ist… heraus.
2002 stellte Mehr ihre Werke in einer Einzelausstellung in der Galerie-Etage der St. Galler Kantonalbank aus. Im September 2006 erlitt sie einen Hirnschlag und lebte ab April 2007 in der Altersresidenz «Hof Speicher» in Speicher.
Haiku von Hanna Mehr:
Farbe im Pinsel

Zeichen auf weissem Papier

Bin ich das wirklich?